# Francisco Mendoza de Bobadilla
Francisco Mendoza de Bobadilla (Cuenca, 25 de setembro de 1508 - Arcos de la Llana, 1 de dezembro de 1566), foi um cardeal do século XVI.

## Biografia
Nasceu em Cuenca em 25 de setembro de 1508. Filho de Diego Hurtado de Mendoza, primeiro marquês de Cañete e vice-rei de Navarra durante o reinado do rei Carlos I. Inicialmente assinou o nome como Bobadilla y Mendoza e inverteu posteriormente a ordem. Seu segundo sobrenome também está listado como Bovadilla. Ele foi o quarto cardeal da família; os demais foram Pedro González de Mendoza (1473); Diego Hurtado de Mendoza e Quiñones (1500); Íñigo López de Mendoza e Zúñiga (1530).
Estudou na Universidade de Alcalá de Henares (letras); na Universidade de Salamanca, com Fernando Pinciano, obtendo doutorado em teologia e direito. Mestre-escola do cabido da Sé de Salamanca, 1528. Professor em Évora e Coimbra. Arquidiácono de Toledo.
Eleito bispo de Coria, em 14 de fevereiro de 1533, com dispensa por ainda não ter atingido a idade canônica. Consagrado (nenhuma informação encontrada). Não participou do Concílio de Trento porque, quando estava a caminho do concílio, foi nomeado cardeal e ordenado a retornar a Roma.
Criado cardeal-presbítero no consistório de 19 de dezembro de 1544; recebeu o chapéu vermelho e o título de S. Maria in Araceli em 4 de dezembro de 1545. Participou do conclave de 1549-1550, que elegeu o Papa Júlio III. Optou pelo título de S. Giovanni a Porta Latina, em 28 de fevereiro de 1550; nesse mesmo dia este título foi suprimido e foi-lhe atribuído o título de S. Eusébio. Transferido para a Sé de Burgos em 27 de junho de 1550; fundador do seu seminário, o primeiro em Espanha erigido segundo as normas tridentinas. Participou do primeiro conclave de 1555, que elegeu o Papa Marcelo II, e do segundo conclave de 1555, que elegeu o Papa Paulo IV.
Mendoza de Bobadilla foi nomeado pelo rei Felipe II da Espanha governador de Siena. O mesmo monarca pediu-lhe que fosse a Roncevaux para acompanhar à Espanha a princesa Isabel de França, com quem se iria casar. Camerlengo do Sagrado Colégio dos Cardeais, de 8 de janeiro de 1552 a 23 de janeiro de 1553. Não participou do conclave de 1559, que elegeu o Papa Pio IV, e nem do conclave de 1565-1566, que elegeu o Papa Pio V. Residiu por muito tempo na corte espanhola. Doou 935 livros ao rei Felipe II para a biblioteca do mosteiro de El Escorial e escreveu várias obras em teologia. Velho amigo de Santo Inácio de Loyola, fundador da Companhia de Jesus, protegeu e promoveu a ordem. Ele se opôs ao arcebispo Bartolomé Carranza y Miranda de Toledo, acusado de heresia. É considerado uma das principais figuras do humanismo aristocrático da Espanha. Desiderius Erasmus procurou a sua amizade e Luis Vives dedicou-lhe uma das suas obras, De ratione vivendi.
Cardeal Mendoza de Bobadilla morreu em Arcos de la Llana em 1 de dezembro de 1566. Transferido para Cuenca e sepultado na capela de sua família naquela catedral.